# Pseudophryne douglasi
Pseudophryne douglasi là một loài ếch trong họ Myobatrachidae. Chúng là loài đặc hữu của Tây Úc.
Các môi trường sống tự nhiên của chúng là xavan khô, xavan ẩm, vùng đất có cây bụi nhiệt đới hoặc cận nhiệt đới, sông, đầm nước ngọt, suối nước ngọt, và vùng nhiều đá. 